# Isá
Ísá (arabsky عيسى‎) je arabské jméno, které odpovídá původně hebrejským jménům Ježíš a Jozue. Používá se jako první mužské jméno v muslimském světě.
Muslimové označují jménem Ísá Ježíše (v islámu proroka Božího a v křesťanství Božího syna); arabští křesťané pak používají pro něj jméno Jasú' (arabsky يسوع‎). V arabské Bibli i v Koránu se používají ale obě dvě verze jména.

## Původ
Jméno Ježíš je odvozeno od latinského Iēsus, které má původ ve starořeckém Ἰησοῦς (Iēsoûs). Ani zde však původ jména nekončí. Řekové jej přejali z aramejského Ješu či Jišo, odvozeného ze staršího Yēšua (ישוע), zkráceného tvaru původního Yehōšua (יהושע‎). Toto jméno měl Ježíšovi dát Mojžíš, a znamená v překladu „Pán je spasitelem“. Jde ovšem o nepodloženou teorii, teologický předpoklad zakládající se na hebrejské etymologii jména Mojžíšova bezprostředního nástupce Jozueho. Čistě lingvisticky je Ježíšovo aramejské jméno z hebrejského Yēšua (ישוע) nevyvoditelné, protože koncové (a) při přechodu z hebrejštiny do aramejštiny nevypadává.
Protože arabštinou psaný originál tohoto jména začíná písmenem ajn (ع), je jeho původ ale také možné odvodit ze jména Ezau, které je z fonetického hlediska současnému Ísá velmi podobné. Tato teorie je nicméně nepravděpodobná vzhledem k tomu, že neexistuje žádný důkaz o tom, že by kdy Židé nebo židovští křesťané nazývali Ježíše Ezau. Faktickou arabskou přejímkou hebrejského Yēšu je ve skutečnosti tvar Yasú, nikoli Ísá. Tvar Ísá stejně tak může vycházet ze sanskrtského Íša. Křesťané apoštola Tomáše v Indii (aram. Nasrani) zde byli v hinduismu známí sanskrtsky jako Íšani (z Íšana Vádikal - "Následovníci Íšany"), což je odvozeno z Íša ("Pán"), jména Božího v raných Upanišadech z 6.-2. století př. n. l. Pojmenování Íšana či Íša Nátha tu byla šivaistickým ekvivalentem pojmenování Ježíše Krista. Uvedenou etymologii dokládá přítomnost křesťanského kláštera Ísánija v jižní Sýrii již od roku 571 n. l., tj. ještě před prorokem Mohamedem.

## Is(s)a jako příjmení
- Sámer Issa – česko-syrský R´n´B zpěvák
- Klára Issová – česká herečka
- Martha Issová – česká herečka
- Moris Issa – syrský režisér